# Caobal
Caobal är en ort i Mexiko.   Den ligger i kommunen San Juan Evangelista och delstaten Veracruz, i den sydöstra delen av landet, 500 km öster om huvudstaden Mexico City. Caobal ligger 65 meter över havet och antalet invånare är 396.
Terrängen runt Caobal är platt. Runt Caobal är det glesbefolkat, med 10 invånare per kvadratkilometer. Närmaste större samhälle är El Paraíso, 12,2 km söder om Caobal. Omgivningarna runt Caobal är en mosaik av jordbruksmark och naturlig växtlighet.